# Józefat
Józefat [pronunciación en polaco: /juˈzɛfat/] es un pueblo ubicado en el distrito administrativo de Gmina Kowalewo Pomorskie, dentro del Distrito de Golub-Dobrzyń, Voivodato de Cuyavia y Pomerania, en el norte de Polonia central. Se encuentra aproximadamente a 8 kilómetros al sur de Kowalewo Pomorskie, a 13 kilómetros al oeste de Golub-Dobrzyń, y a 19 kilómetros al noreste de Toruń.